# ماري غارارد
ماري غارارد (بالإنجليزية: Mary Garrard)‏ هي مؤرخة الفن وأستاذة جامعية أمريكية، ولدت في 1937.

## وصلات خارجية
- الموقع الرسمي